# Agata Balsamo
Agata Balsamo (Catania, 11 novembre 1970) è un'ex mezzofondista italiana, campionessa nazionale dei 10000 m nel 1999, con al suo attivo 10 presenze in nazionale.

## Campionati  nazionali
- 1 volta campionessa nazionale assoluta dei 5000 metri piani (2003)
- 1 volta campionessa nazionale assoluta dei 10000 metri piani (1999)
- 2 volte campionessa nazionale assoluta di cross lungo (2000, 2001)

1988
- 6ª ai campionati italiani assoluti, 3000 m piani - 9'29"06

1989
- 8ª ai campionati italiani assoluti, 3000 m piani - 9'28"53
- Oro ai campionati italiani juniores, 3000 m piani - 9'44"19

1992
- 9ª ai campionati italiani assoluti, 3000 m piani - 9'33"49
- 9ª ai campionati italiani di corsa campestre - 21'41"

1993
- 17ª ai campionati italiani assoluti, 3000 m piani - 9'43"13

1995
- 4ª ai campionati italiani assoluti, 5000 m piani - 16'18"95
- Bronzo ai campionati italiani di corsa campestre - 23'37"

1997
- 7ª ai campionati italiani assoluti, 10000 m piani - 33'47"29
- Bronzo ai campionati italiani di corsa campestre - 20'33"

1998
- 5ª ai campionati italiani di maratonina - 1h19'06"

1999
- Oro ai Campionati italiani assoluti (Sulmona), 10000 m piani - 33'04"13
- Argento ai campionati italiani assoluti, 5000 m piani - 15'38"03

2000
- Oro ai campionati italiani di corsa campestre - 27'31"

2001
- Oro ai campionati italiani di corsa campestre

2003
- Oro ai Campionati italiani assoluti (Rieti), 5000 m piani - 15'44"79

## Altre competizioni internazionali
1988
- 24ª alla Cinque Mulini ( San Vittore Olona) - 22'18"3

1991
- 10ª al Golden Gala ( Roma), 3000 m piani - 9'19"05
- 10ª al Cross della Vallagarina ( Villa Lagarina) - 16'03"

1995
- 10ª al Golden Gala ( Roma), 3000 m piani - 9'02"34
- 5ª al Trofeo Sant'Agata ( Catania) - 15'51"

1996
- Bronzo al Giro podistico internazionale di Castelbuono ( Castelbuono) - 18'55"
- 10ª alla Cinque Mulini ( San Vittore Olona) - 24'59"

1997
- Bronzo al Giro podistico internazionale di Castelbuono ( Castelbuono) - 18'59"
- 16ª alla Cinque Mulini ( San Vittore Olona) - 18'31"
- 7ª al Campaccio ( San Giorgio su Legnano) - 22'29"
- 4ª al Cross della Vallagarina ( Villa Lagarina) - 15'41"
- 6ª al Cross di Alà dei Sardi ( Alà dei Sardi) - 18'07"7

1998
- Oro al Giro podistico internazionale di Castelbuono ( Castelbuono) - 18'56"7

1999
- 11ª all'ISTAF Berlin ( Berlino), 5000 m piani - 15'14"70
- 18ª al Golden Gala ( Roma), 3000 m piani - 8'59"29
- 10ª alla BOclassic ( Bolzano) - 16'43"
- 4ª al Giro podistico internazionale di Castelbuono ( Castelbuono) - 19'28"

2000
- 4ª in Coppa Europa dei 10000 metri ( Lisbona) - 31'56"56
- Argento alla Cinque Mulini ( San Vittore Olona) - 19'43"
- Bronzo al Cross della Vallagarina ( Villa Lagarina) - 15'54"
- 5ª al Northern Ireland International Cross Country ( Belfast) - 17'45"

2001
- 11ª in Coppa Europa dei 10000 metri ( Barakaldo) - 33'14"32
- Argento alla Padova Marathon ( Padova) - 2h36'57"
- Bronzo alla Cinque Mulini ( San Vittore Olona) - 29'13"
- Argento al Cross della Vallagarina ( Villa Lagarina) - 15'18"8
- Bronzo al Cross di Alà dei Sardi ( Alà dei Sardi) - 17'22"3

2002
- 13ª in Coppa Europa dei 10000 metri ( Camaiore) - 32'51"75

2003
- 15ª in Coppa Europa dei 10000 metri ( Atene) - 32'49"06
- 15ª ai FBK Games ( Hengelo), 5000 m piani - 16'14"17
- 4ª al Giro podistico internazionale di Castelbuono ( Castelbuono) - 19'27"
- 5ª alla Cinque Mulini ( San Vittore Olona) - 20'15"
- 12ª al Cross de l'Acier ( Leffrinckoucke) - 22'08"

2004
- Argento al Trofeo Sant'Agata ( Catania) - 18'00"